# Azusa
azusa（1988年12月4日—）本名満梓，是一位日本的女性創作歌手，出生於日本鹿儿岛县大岛郡大和村，目前居住于馬來西亞。

## 经历
2003年11月，中学三年级时，在奄美群岛的德之岛文化中心举行的，由德之岛委员会连同Being 公司所属LOOP事务所所举办的“Power of Dream”歌唱比赛中获奖，她的声音受到委员会成员的一致好评，与同时获奖的亚衣里和明日香一同组成Sparkling☆Point团体（以「梓」的名义），在奄美大島开始现场演出。2004年3月，中学毕业的同时迁往大阪府，就读于大阪市的函授高中。
2004年9月1日在“Hey Hey Baby! You're NO.1!”登场。在2006年9月1日的“恋の1-2-3”亦有演出。2007年2月23日发表由自己创作的。2007年3月24日高中毕业。由GIZA studio转籍至NORTHERN MUSIC，并移居东京都。
2008年3月起以“azusa”的名义开始独自演出。2008年秋、網絡廣播節目結束。 2009年4月14日在奄美FM，她與同為奄美大島出身的安田竜馬一起開設了一個廣播節目。
2009年6月Sparkling☆Point组合发表解散宣言。
2010年7月21日在波丽佳音制作的TV动画《圣诞之吻》中演唱《i Love》一曲重新登场，并与10月20日发表单曲。這兩張單曲的發售量比起Sparkling☆Point時期來的亮眼。
2013年11月6日azusa在官方部落格表示中止歌唱活動。
2015年4月3日在名為《2h最終回（鷲崎健の2h）》的廣播節目中出場、這是azusa許久之後在傳播媒體上露面（是由鷲崎本人親自向azusa交涉出場）。
2018年4月4日結婚。
2018年9月19日女兒出生。
2019年7月中，建立baby！maybe！ （页面存档备份，存于）網站，提供新手媽媽的經驗分享。
2020年3月初，與丈夫、女兒及兩隻貓移居馬來西亞。
2021年12月底，在Youtube建立Family Bear –Dari Jepun– （页面存档备份，存于）頻道，發布有關馬來西亞的生活情報。

## 出演

### 广播
- 《竜馬とazusaの東京でゆらおうDi!》（2009年4月14日 - 2011年3月、ディ!ウェイヴ） - 安田竜馬との合同MC
- 《A&G ARTIST ZONE 2h》（2010年10月4日 - 2012年12月24日、每周一、超!A&G+）

### Live
- 2008年
  - 3月28日 - 在大阪「hills パン工场」举办的「MJTV presents HORIELIVE FACTORY」同高冈亜衣、美元智衣一起出演，首次Live演出成功。
  - 4月19日 - 在东京「新宿RUIDO K4」举办的150人限定Live单独出演，第2次的个人Live成功。
  - 8月31日 - 在「渋谷RUIDOK 2」、9月10日「両国Fourvalley」、9月23日「小岩eM SEVEN」Live出演。
  - 10月29日 - 在「渋谷SPUMA」进行了首次在咖啡厅举办的个人Live。
  - 11月13日 - 在北千住首次进行街头演唱。
  - 11月20日 - 在北千住街头演唱。
  - 12月5日 - 第二次在「渋谷SPUMA」咖啡馆进行Live演出。
  - 12月13日 - 在「四谷天窓.comfort」举行的活动「Super-right brain sence～舞い降りたメロディーvol.1」出演。
- 2009年
  - 1月20日 - 在「渋谷RUIDO K2」举办的「星・空・歌・音 vol.3」出演。
  - 2月27日 - 在「四谷天窓.comfort」举办的「comfort presents Precious!」出演。
  - 4月17日 - 在「渋谷RUIDO K2」举办的「星・空・歌・音 vol.5」出演。
  - 5月12日 - 在「四谷天窓.comfort」举办的「comfort presents Precious!」出演。
  - 5月27日 - 在「渋谷SPUMA」举办的「Pop's Living」出演。。
  - 6月25日 - 在「渋谷SPUMA」举办的「ツノッチ Dream Party～Super-right brain sence Vol.2」出演。
  - 6月29日 - 在「沟の口」街头演出。
  - 7月18日 - 在「渋谷RUIDO K2」举办的奄美的活动「第3回むじらしゃホコラシャTOKYO NIGHT」出演。
  - 7月27日 - 在「四谷天窓.comfort」举办的「Precious!」出演。
  - 8月10日 - 在「下北沢mona records」出演。
  - 8月16日 - 在「渋谷RUIDO K4」举办的「Wonderful Opportunity Season 6 ～Acoustic～」出演。
  - 10月1日 - 在「下北沢mona records」出演。
  - 10月20日 - 在「高田马场 live cafe mono」出演。
  - 10月28日 - 在「高円寺 楽や」出演。
  - 11月7日 - 在「四谷天窓.comfort」举办的「comfort presents スリーマンライブ」出演。
  - 11月24日 - 在「吉祥寺SHUFFLE」举办的「Color Scene」出演。
  - 12月9日 - 在「下北沢mona records」出演。
  - 12月24日 - 在「池袋RUIDO K3」出演。
- 2010年
  - 1月22日 - 在「四谷天窓.comfort」出演。
- 2011年
  - 6月3日 - 在「中野太阳广场」举办的「～东日本大震灾チャリティアニソンコンサート～(AnimeSong)Smile」出演。

## 作品

### 单曲
| 张次 | 发售日期       | 专辑标题      | 唱片编号                                  | 最高名次 |
| ---- | -------------- | ------------- | ----------------------------------------- | -------- |
| 1st  | 2010年7月21日  | i Love        | PCCG-01100                                | 第30名   |
| 2nd  | 2010年10月20日 |               | PCCG-01112                                | 第22名   |
| 3rd  | 2011年4月27日  |               | PCCG-01162（特別盤） PCCG-01164（通常盤） | 第38名   |
| 4th  | 2011年5月18日  |               | PCCG-01167                                | 第38名   |
| 5th  | 2012年2月1日   | Check my soul | PCCG-01229                                | 第20名   |
| 6th  | 2012年2月8日   | 告白          | PCCG-01230                                | 第20名   |
| 7th  | 2012年10月17日 |               | PCCG-70165（神姬盤） PCCG-70166（通常盤） | 第23名   |

### 限量发售单曲
| 发售日期      | 专辑标题                          | 规格         |
| ------------- | --------------------------------- | ------------ |
| 2010年12月8日 | stories 〜azusa self-cover ver.〜 | 网络下载音乐 |

### 映像作品
| 发售日期      | 作品标题                                   | 規格產品編號 | 最高名次 |
| ------------- | ------------------------------------------ | ------------ | -------- |
| 2012年8月22日 | azusa Music Video & Live DVD 〜visuel〜 #1 | PCCG-52219   | 第118名  |

### 专辑
| 张次 | 发售日期      | 专辑标题 | 唱片编号                                | 最高名次 |
| ---- | ------------- | -------- | --------------------------------------- | -------- |
| 1st  | 2011年8月31日 | azusa    | PCCG-1190（限定版） PCCG-1188（通常版） | 第37名   |

### 绑定曲目
| 曲名          | 曲目                                     |
| ------------- | ---------------------------------------- |
| i Love        | 电视动画《圣诞之吻SS》前期OP主题曲       |
|               | 电视动画《圣诞之吻SS》后期OP主题曲       |
| Check my soul | 电视动画《聖誕之吻SS+ plus》OP主题曲     |
|               | 电视动画《聖誕之吻SS+ plus》ED主题曲     |
|               | 电视动画《如果杜拉》OP主题曲             |
|               | 电视动画《亚斯塔萝黛的后宫玩具》ED主题曲 |
|               | 電視動畫《武裝神姬》ED主題曲             |

### 作词・作曲
| 曲名 | 發售日期       | 歌手 | 動畫作品                                                               | 備註       |
| ---- | -------------- | --- | ---------------------------------------------------------------------- | ---------- |
|      | 2010年12月15日 | 絢辻詞（名塚佳織）、桜井梨穂子（新谷良子）、 棚町薫（佐藤利奈）、中多紗江（今野宏美）、 七咲逢（尤加奈）、森島はるか（伊藤静） | 電視動畫《圣诞之吻SS》 角色形象歌曲 For You…                           | 作詞・作曲 |
|      | 2011年5月3日   | 亞斯塔蘿黛·尤各瓦爾（釘宮理恵）                                                                                                | 電視動畫《亞斯塔蘿黛的後宮玩具》 角色形象歌曲 CD Vol.1 亞斯塔蘿黛/茱蒂 | 作詞       |
|      | 2011年5月3日   | 茱蒂·斯諾雷維克（生天目仁美）                                                                                                  | 電視動畫《亞斯塔蘿黛的後宮玩具》 角色形象歌曲 CD Vol.1 亞斯塔蘿黛/茱蒂 | 作詞       |
|      | 2011年5月18日  | 塔原明日葉（田村ゆかり） | 電視動畫《亞斯塔蘿黛的後宮玩具》 角色形象歌曲 CD Vol.2 明日葉/直哉     | 作詞       |
|      | 2011年5月18日  | 塔原直哉（佐藤利奈） | 電視動畫《亞斯塔蘿黛的後宮玩具》 角色形象歌曲 CD Vol.2 明日葉/直哉     | 作詞       |
|      | 2011年6月15日  | 葛莉謝爾妲·雷金哈特（藤村歩）                                                                                                  | 電視動畫《亞斯塔蘿黛的後宮玩具》 角色形象歌曲 CD Vol.3 謝爾妲/艾爾芙   | 作詞       |
|      | 2011年6月15日  | 艾爾芙蕾妲·謬亞斯德托（堀江由衣）                                                                                              | 電視動畫《亞斯塔蘿黛的後宮玩具》 角色形象歌曲 CD Vol.3 謝爾妲/艾爾芙   | 作詞       |
|      | 2011年6月15日  | 伊格麗德·索維克·索爾格利吾斯（斎藤千和）                                                                                       | 電視動畫《亞斯塔蘿黛的後宮玩具》 角色形象歌曲 CD Vol.4 伊妮/愛麗卡     | 作詞       |
|      | 2011年6月15日  | 愛麗卡·卓克勒·德雷普尼爾斯（後藤邑子）                                                                                         | 電視動畫《亞斯塔蘿黛的後宮玩具》 角色形象歌曲 CD Vol.4 伊妮/愛麗卡     | 作詞       |
|      | 2011年7月6日   | 伊莎朵拉·方斯德（阿澄佳奈） 西寇德·史威因森·史瓦爾特赫茲（吉野裕行）                                                           | 電視動畫《亞斯塔蘿黛的後宮玩具》 角色形象歌曲 CD Vol.4 伊妮/愛麗卡     | 作詞       |
|      | 2011年7月6日   | 梅爾契麗妲·尤各瓦爾（皆口裕子）                                                                                                | 電視動畫《亞斯塔蘿黛的後宮玩具》 角色形象歌曲 CD Vol.4 伊妮/愛麗卡     | 作詞       |
|      | 2012年2月22日  | 絢辻詞（名塚佳織） | 電視動畫《圣诞之吻SS+ plus》 Character Songs w/OST「always vol.01」    | 作詞       |
|      | 2012年2月22日  | 桜井梨穂子（新谷良子） | 電視動畫《圣诞之吻SS+ plus》 Character Songs w/OST「always vol.01」    | 作詞       |
|      | 2012年2月22日  | 七咲逢（尤加奈） | 電視動畫《圣诞之吻SS+ plus》 Character Songs w/OST「always vol.01」    | 作詞       |
|      | 2012年3月7日   | 棚町薫（佐藤利奈） | 電視動畫《圣诞之吻SS+ plus》 Character Songs w/OST「always vol.02」    | 作詞       |
|      | 2012年3月7日   | 中多紗江（今野宏美） | 電視動畫《圣诞之吻SS+ plus》 Character Songs w/OST「always vol.02」    | 作詞       |
|      | 2012年3月7日   | 森島遙（伊藤静） | 電視動畫《圣诞之吻SS+ plus》 Character Songs w/OST「always vol.02」    | 作詞       |
|      | 2012年3月7日   | 橘美也（阿澄佳奈） | 電視動畫《圣诞之吻SS+ plus》 Character Songs w/OST「always vol.02」    | 作詞       |
|      | 2012年10月17日 | 安（阿澄佳奈）、雛（茅原実里）、 愛涅斯（水橋かおり）、麗妮（中島愛）                                                          | 電視動畫《武装神姫》 片頭曲                                            | 作詞       |